# 日本GE
日本GE株式会社（にほんジーイー）は、米ゼネラル・エレクトリック（GE）の日本法人。日本におけるGEの本社機能を持ち、かつては法人金融や不動産ビジネスなどの事業を手掛けた。

## 概要
日本におけるGE関連法人の親会社、GEジャパン・ホールディングス株式会社として発足し、2008年に日本GEに改称した。2009年1月には不動産ビジネスを展開していたGEリアル・エステート株式会社と合併。さらに2010年1月には法人金融を手掛けるGEフィナンシャルサービス株式会社と合併した。
事業部門として、本社機能として事業統括を行う「GEコーポレート」、法人金融事業を行う「GEキャピタル」、不動産ビジネスを行う「GEリアル・エステート」が置かれている。

## 沿革
- 1999年9月 GEジャパン・ホールディングス設立
- 2008年 日本GEに社名変更
- 2009年1月 GEリアル・エステートと合併
- 2010年1月 GEフィナンシャルサービスと合併

## 統合された法人
2008年以降、日本におけるGEの金融サービス事業は、段階的に日本GEに集約された。かつて存在した主な法人は以下のとおり。
- GEフィナンシャルサービス株式会社（法人向け総合金融、日本GEと合併）
- GEリアル・エステート株式会社（不動産ビジネス、日本GEと合併）
- GEキャピタルリーシング株式会社（法人向け金融、上記GEフィナンシャルサービスに改称し事業統合）
- GEフリートサービス合同会社（自動車リース・管理、GEフィナンシャルサービスと合併）
- GE三洋クレジット株式会社（小口リース・特定業界向けファイナンス、GEフィナンシャルサービスと合併）
- GEコマーシャルレンディング・ジャパン株式会社（法人向け融資、GEフィナンシャルサービスと統合）

## 法人向けリースおよび融資事業の売却
2015年12月15日、三井住友フィナンシャルグループは、米GEから日本のリース事業を約5750億円で買収すると正式発表した。これを受け日本GE株式会社は企業向けリースおよび金融事業の会社分割が進められた。2016年3月1日、コーポレート等関連事業を「GE株式会社」、法人向けリース・融資事業を除くキャピタル関連事業を「GEキャピタル・アセット・ファイナンス合同会社」に会社分割を実施し、売却対象は日本GE合同会社に集約された。そして日本GE合同会社は同年4月に三井住友ファイナンス&リースの完全子会社となりGE傘下でなくなった。
残ったGE株式会社は2016年4月1日、GEジャパン株式会社と社名を変更した。

## 日本での主な関連会社
- GEコーポレート事業部門
  - GEジャパン株式会社
- GEテクノロジー・インフラストラクチャ事業部門
  - 日本ジーイー・エンジンサービス株式会社（全日本空輸・IHIとの合弁）
  - ジーイー・エンジンサービス・ディストリビューション・ジャパン株式会社
  - GEヘルスケア・ジャパン株式会社（横河電機との合弁）
  - 日本メジフィジックス株式会社（住友化学との合弁）
  - GEセンシング・ジャパン株式会社
  - GEインスペクション・テクノロジーズ・ジャパン株式会社
  - GEファナック・インテリジェント・プラットホームス株式会社
- GEエナジー事業部門
  - 東芝GEタービンサービス株式会社（東芝との合弁）
  - GEエナジー・ジャパン株式会社
  - 株式会社グローバル・ニュークリア・フュエル・ジャパン（東芝・日立製作所との合弁）
  - GEスモールワールド株式会社
  - ユアサアイオニクス株式会社（ジーエス・ユアサコーポレーションとの合弁）
- GEキャピタル事業部門
  - 福銀リース株式会社
  - グランド山形リース株式会社
  - 株式会社エスシー倶楽部
  - ジーエフアール債権回収株式会社
  - ピーケーエアファイナンス・ジャパン有限会社
  - ニッセンGEクレジット株式会社（ニッセンホールディングスとの合弁）

## 関連人物
- 杉田敏